# الحكم الذاتي الاقليمي لمسلمي مندناو
الحكم الذاتي الاقليمي لمسلمي مندناو (بالتاغالوغية: Rehiyong Awtonomo ng Muslim Mindanao)‏ كانت منطقة الحكم الذاتي في الفلبين، وتقع في مينداناو مجموعة جزر الفلبين، التي تتألف من خمسة في الغالب المسلمين المحافظات: باسيلان (باستثناء ايزابيلا سيتي )، لاناو ديل سور، ماجوينداناو، سولو وطاوي تاوي. كانت المنطقة الوحيدة التي لديها حكومتها الخاصة. كان المقر الفعلي للحكومة في المنطقة هو مدينة كوتاباتو، على الرغم من أن هذه المدينة المتمتعة بالحكم الذاتي كانت خارج نطاق سلطتها القضائية.